# Персоналистичка педагогија
Персоналистичка педагогија је педагошки правац настао у Немачкој, као израз незадовољства хербартовском педагодијом, социјалном и индивидуалном педагогијом. За персоналистичку педагогију централни проблем педагогије и васпитања јесте личност детета, што није у случају у поменутим педагошким концепцијама. А управо то мора бити централни проблем и педагогије и васпитања као практичне делатности. 
Овај правац се назива још и педагогија личности.

## Представници
Главни представници персоналистичке педагогије су немачки педагози: В. Гаудиг (1860—1923. године), Х. Шарелман (1871-1940), Ф. Хансберг (1871-1950) , као и још неки. 
Х. Гаудиг је 1917. године објавио дело Школа у служби постајуће личности. 
Овај педагошки правац ослонац налази у персонализму, у схватању да у психологији централно место припада личности. Такво схватање заступа , на пример, немачки психолог В. Штерн. Бавећи се диференцијалном психологијом, он личности и њеним индивидуалним особеностима придаје универзални значај. Без обзира на мноштво саставних компоненти, личност је увек целина и то јединствена целина. 
Личност мора бити центар сваког васпитања. Сада у друштву личност није слободна. Она није слободна ни у садашњем васпитању. Садашње васпитање (школа, настава) се заснива на ауторитарности. Ту нема слободе, а суштина васпитања јесте у потпуној слободи личности. Личност, сама за себе, треба да је мерило ствари, а њој се могу постављати захтеви споља. Слобода личности – и у друштву и у васпитању – је универзална и ничим и ни у име било чега се не може спутавати. Аутономија личности је идеал коме се мора тежити у васпитању. 
Садржај васпитања, садржај рада у школи и у настави, мора бити у функцији слободног васпитања – развијања личности. Постоје трајне културно-духовне вредности. Оне се, као садржај, морају учинити доступним личности, а при томе се мора уважавати оно што личност интересује, што су њене особене жеље. Према томе, не могу се прописивати унапред планови и програми, не могу се независно од личноти, којој су намењени, утврђивати садржаји васпитања и образовања (и наставе). Све то зависи од слободног избора сваке личности. 
Личност је духовно биће и зато духовни развој личности има приоритет. Са тих основа представници овог педагошког правца критикују педагошки натурализам и индивидуалну педагогију. По њиховом мишљењу ти педагошки правци сувише пажње поклањају природи детета. 
У овој концепцији педагогије и васпитања значајну улогу има васпитаник (васпитач), али само под условом да је и он целовита и јединствена личност. Само у том случају, наставник може деловати као пример на своје васпитанике, на њихове личности. 
Ова концепција васпитања, идеализујући личност, њену саморазвојност, њену слободу развоја, романтичарско-утопијска је по много чему. Њени творци су веровали да васпитањем слободних личности могу ослободити личности и у друштву, да могу решити на правичнији начин однос личности и заједнице, а тиме доћи и до потпуног друштвеног ослобађања личности. 
Игноришући потпуно социјалну компоненту у развоју личности, ова педагошка концепција је једнострана и редукционистичка. 
Највећи број практичних покушаја остваривања слободног васпитања полазио је од основних идеја персоналистичке педагогије. 
Персоналистичка педагогија одиграла је, међутим, и одређену позитивну улогу својом борбом против старе школе (против укалупљености и шаблонизма у њеном раду, вођења рачуна само о просечном ученику, подешавања свега према тако замишљеном ученику и сл.), против етатизације школа, против ауторитарности школе, против стварања народних масовних школа и, посебно, борећи се против милитаристичких елемената у васпитању (карактеристичних за Немачку тога доба).